# 張興 (明)
張 興（ちょう こう、生年不詳 - 1407年）は、明代の軍人。本貫は寿州。

## 生涯
兵士から身を立てて、燕山左護衛指揮僉事となった。1399年（建文元年）、靖難の変が起こると、燕王朱棣の起兵に従って、多くの功績を立て、都指揮同知に累進した。あるとき張興は単騎で敵を追って、数十カ所の傷を負い、戦闘不能になった。兄の子の張勇に指揮使を嗣がせ、代わりにその兵を率いさせた。1403年（永楽元年）5月、張興は功を論じられて、安郷伯に封じられ、1000石の禄を賜り、伯爵の世襲を認められた。1407年（永楽5年）1月、死去した。後嗣となる息子がいなかった。
張勇が安郷伯の爵位を嗣いだ。1410年（永楽8年）、張勇は永楽帝（朱棣）の第一次漠北遠征に従軍したが、軍の紀律を失い、交趾に流された。赦令を受けて北京に帰還し、爵位をもどされた。